# Örestrandsbadet

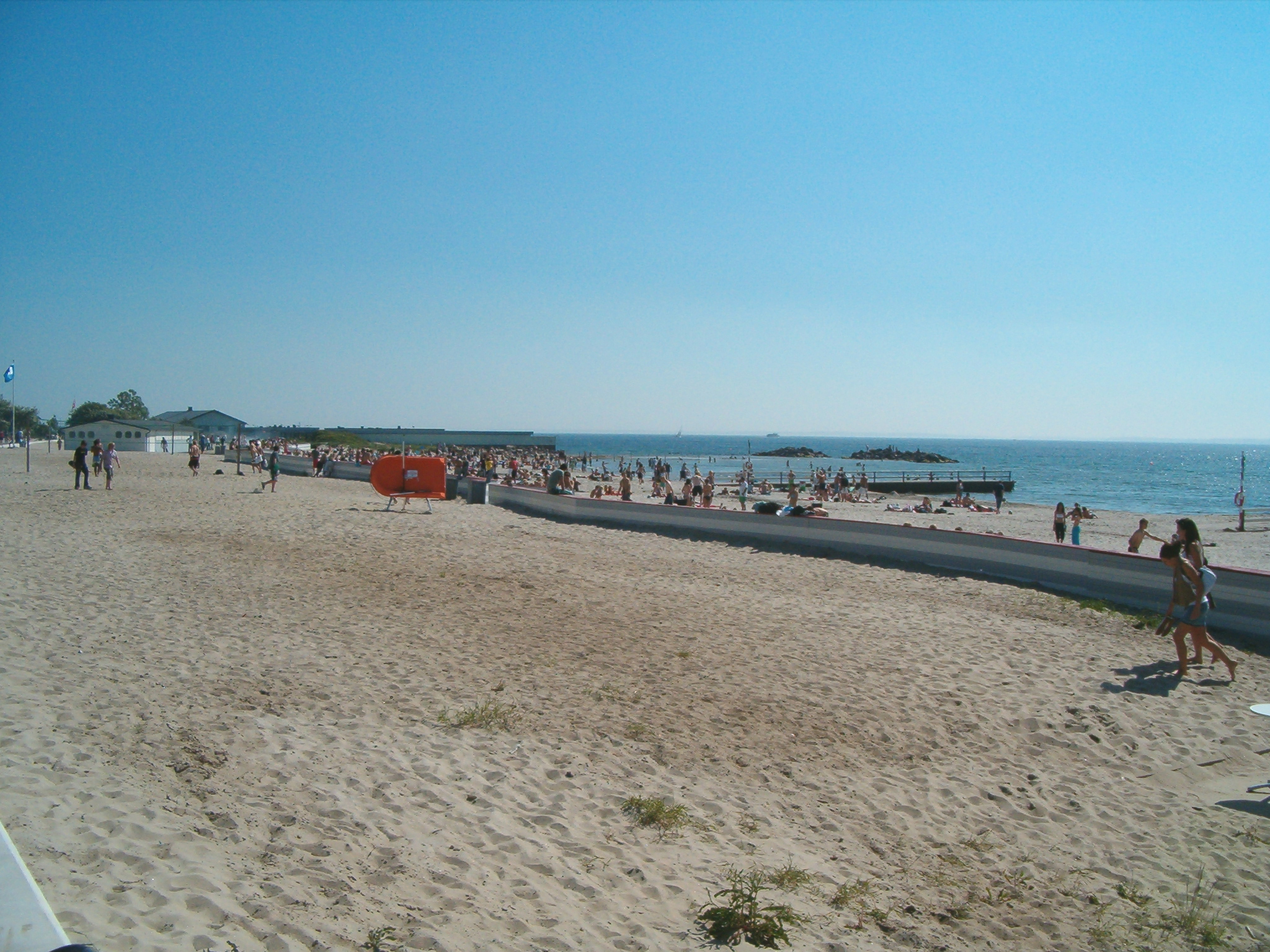
Örestrandsbadet.

Örestrandsbadet, oftast kallat Fria Bad, är en sandstrand och badplats i norra Helsingborg. Stranden är en av Helsingborgs mest populära, till största delen bland yngre badgäster. Från 2006 bar stranden HSR:s (Håll Sverige Rents) Blå flagg, som bland annat tyder på en välskött strand med rent badvatten och god säkerhet. Dock tappade stranden denna status och från 2013 till 2019 uppmanades badgästerna att inte bada där på grund av risk för tarmbakterier.

## Beskrivning
Stranden består av uteslutande sandstrand och har tre badbryggor som leder ut i det för vuxna badgäster lagom långgrunda vattnet. Ett plank bestående av liggande gråvitmålade brädor separerar stranden på längden. Delen av stranden som vetter mot havet används av badgäster, medan delen inåt land har planer för beachvolleyboll och en byggnad innehållande omklädningsrum och duschar. I plankets norra del ligger sommarrestaurangen Barfota med servering ut mot havet. I söder ligger en mindre lekplats och några grillplatser. Längs med stranden löper Strandpromenaden, som delas av från stranden av en betongavskiljare i sitthöjd. Längs promenadens östra sida ligger ett flertal kiosker av liknande utförande med fasaderna klädda av glesa, horisontella trästavar.  På denna sida av promenaden har sandstranden upphört och vegetationen övergår i gräs. Genom denna del löper Västkustbanan på en viadukt höjd över strandområdet. Bakom viadukten ligger parkeringsplatser och bortom dem löper Drottninggatan.

## Historik
Innan badkulturens framväxt användes området som betesmark för stadens kreatur, då markens höga sandhalt gjorde den obrukbar, och gick under benämningen "Västra fäladsmarken". Platsen användes även av traktens fiskare som landningplats och var därför säsongsvis fylld med båtar och fiskebodar. Vid 1860-talets mitt uppfördes landeriet Lugnet av rådmannen O.C. Wåhlin i områdets södra ände. Då bruket av fäladsmarker vid denna tid hade upphört började platsen istället benämnas Lugnet, efter landeriet. Under 1800-talet började ett flertal kommersiella kallbadhus att etableras, vilka därmed tog betalt av badgästerna för att utnyttja deras badhus och stränder. En bit söder om stranden, vid en numera försvunnen udde som i folkmun kallades "Trekanten", anlades år 1864 stadens första permanenta kallbadhus, benämnt Norra kallbadhuset. Längre norrut uppfördes år 1880 ett privat badhus, kallat det "Follinska badhuset", numera Pålsjöbaden. Vid en julstorm 1903 förstördes Norra kallbadhuset och återuppfördes längre norrut, vid sin nuvarande plats. Stranden mellan de två baden var däremot gratis att använda och benämndes därför "Fria bad", även officiellt. Status som badplats fick stranden av Helsingborgs stad 1924 och under 1930-talet besöktes den mestadels av kvinnor och barn. De första faciliteterna för omklädning och dusch tillkom 1948 och senare döptes badet officiellt om till Örestrandsbadet, även om benämningen Fria bad fortfarande används av de flesta.
År 1881 drogs Skåne-Hallands järnväg förbi stranden, i sin norra del genom en gjutjärnsviadukt som överbryggade Drottninggatan. Denna skärmade av stranden något från staden, vilket ökade när Norra bangården anlades söder om stranden 1899, med vissa stickspår som sträckte sig upp mot Fria bad. I och med nedgrävningen av de norrgående järnvägsspåren genom Helsingborgs centrala delar kring 1990 och centreringen av järnvägen Knutpunkten, revs bangården upp och området Gröningen söder om stranden skapades. Detta innebar att stranden fick större kontakt med resten av staden. Vid samma tid byggdes viadukten om och uppfördes då i betong.
Som ett led i en större omdaning av Strandpromenaden genomfördes 2005 en ombyggnad av strandens inre delar. Den naturliga strandvegetation som tidigare funnits i området med sanddyner, vresrosor och högt gräs, såsom sandrör, togs till stor del bort och man anlade istället öppna ytor för bland annat beachvolleyboll. I södra delen planterades ett antal tallträd, som var tänkta att binda sanden. Med endast en låg betongmur som skydd blev dock sandvandringen för stor och sand blåste från stranden över till gräsytorna och i vissa fall hela vägen bort till Drottninggatan. För att få bukt med problemet sattes under vinterhalvåret nät upp längs stranden. Ytterligare problem uppstod då delar av nyplanterade träden inte tycktes klara av de salta vindarna och sanden och var tvungna att ersättas av nya.